# Les Florides
Les Florides són dos territoris que sorgeixen després de la divisió de la Florida espanyola quan Espanya va cedir aquesta regió a Anglaterra pel Tractat de París a 1763 juntament amb els territoris a l'est i sud-est del Mississipi a canvi la devolució del port de l'Havana i la ciutat de Manila (Filipines), ocupades durant Guerra dels Set Anys (1756-1763) a la qual Espanya es va veure abocada a entrar-hi el 1761.

## Història

Les Florides Occidental i Oriental cap a 1767.

### Etapa Britànica
Els britànics dividiren el 1763 els territoris rebuts en dues parts:
- Florida Oriental, amb capital a Sant Agustí. Ocupava en gran manera per la península d'aquest nom, que forma l'actual estat nord-americà de Florida.
- Florida Occidental, amb capital a Pensacola.

El 1767 els britànics van fixar la frontera nord de Florida en una línia que s'estenia de la desembocadura del riu Yazoo fins a la del riu Chattahoochee en una franja que cobria el sud dels actuals estats de Mississipi i Alabama.

### Reconquesta de la Florida per Espanya

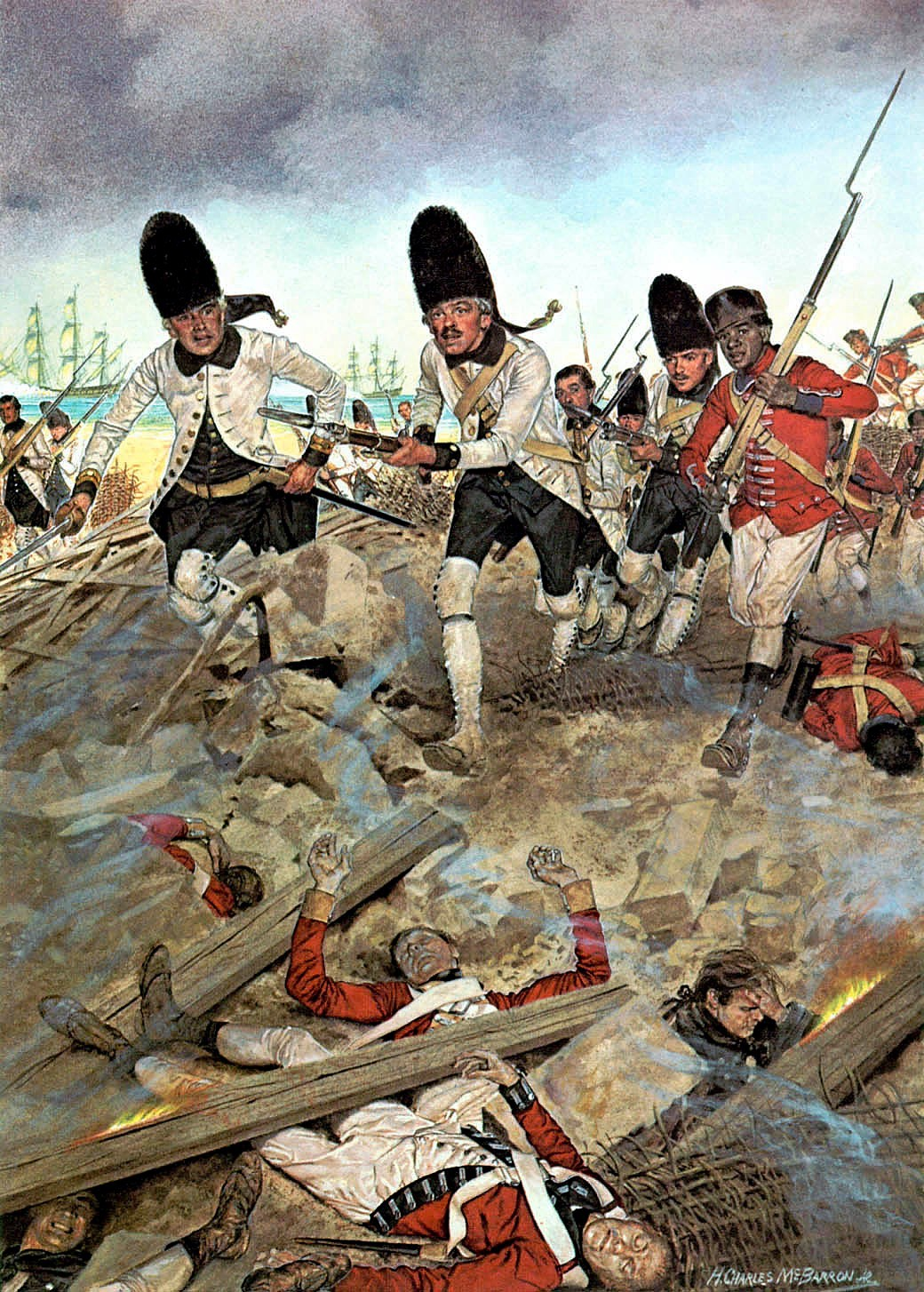
Granaders Espanyols, Batalla de Pensacola.

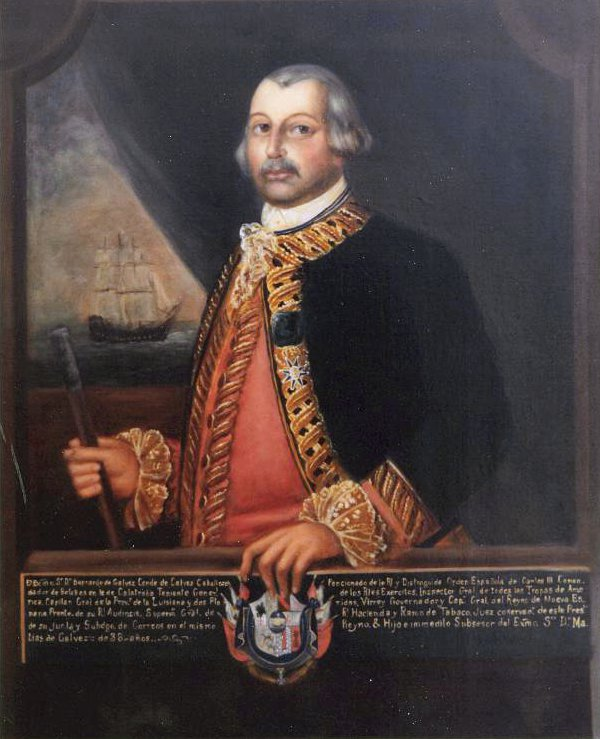
Bernardo de Gálvez y Madrid.

El segon període sota sobirania espanyola es va produir durant la Guerra de la Independència dels Estats Units quan els espanyols van recuperar la Florida Occidental el 1779 després de les batalles de Baton Rouge, Fort Charlotte, San Fernando de Omoa i Mobile i la Florida Oriental després de la victòria en la batalla de Pensacola (març-maig de 1781), en què Bernardo de Gálvez y Madrid, governador espanyol de La Louisiana (espanyola des 1763) i per fer front als anglesos, va reunir tropes vingudes de diferents llocs de l'Imperi i proveïments addicionals de Cuba, augmentant el seu exèrcit a uns 7.000 homes. Aquest exèrcit derrota les tropes angleses de John Campbell, en una victòria decisiva. Poc temps després, Gálvez es va apoderar de l'illa de Nova Providència a les Bahames, el que va avortar l'últim pla britànic de resistència, i vacmantenir el domini espanyol sobre el Carib. El que a més va accelerar el triomf dels nord-americans sobre els anglesos.
Com que Jamaica era l'últim reducte anglès d'importància al Carib, Gálvez es va disposar a organitzar un desembarcament sobre l'illa i sumar els territoris sota sobirania espanyola, però enmig dels preparatius, el va sorprendre la fi de la guerra.
Al final de la guerra, la Florida (Florida oriental i occidental) tornà oficialment a Espanya pel Tractat de Versalles de 1783, també mantenia els territoris recuperats de Menorca i recuperava les costes de Nicaragua, Hondures (Costa dels Mosquits) i Campeche. Es reconeixia la sobirania espanyola sobre la colònia de Providència.
Els espanyols van prendre per bons els límits de la colònia britànica, paral·lel 32° 28′ N, però els nord-americans, que es trobaven a l'altra banda de la mateixa a l'antiga colònia de Geòrgia, van insistir a tornar-los al seu punt original al paral·lel 31º. La disputa es va mantenir alguns anys i, el 1795, a través del Tractat de Madrid els espanyols van acabar reconeixent la frontera en aquest últim paral·lel.

### Independència de Florida i invasió nord-americana

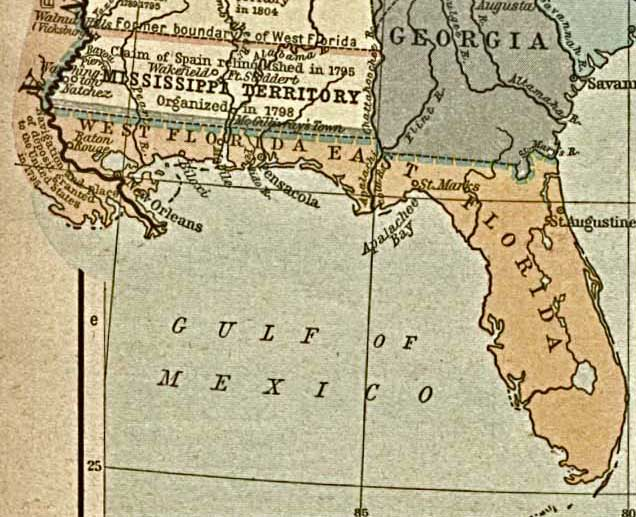
Les Florides Occidental i Oriental cap a 1803.

Si bé la Florida va romandre oficialment sota la sobirania espanyola fins al 1821, no tenia un control total sobre el territori per les tendències independentistes de part dels seus habitants que durant la Guerra del Francès havien rebut influència de les idees revolucionàries franceses i als enormes recursos que els espanyols van requerir per expulsar els francesos.
A la petita Florida Occidental, els espanyols van haver de retirar les seves tropes de Mobile l'abril de 1813 a la capital, Pensacola i els Estats Units es van apoderar de la ciutat durant de la Guerra Anglo-Americana de 1812-1815, i la van reclamar com a part de la compra de Louisiana als francesos uns anys abans.
Davant la precària situació de la colònia, el 29 de juny de 1817, el general Gregori MacGregor, va prendre militarment la ciutat d'Amelia, a la Florida Oriental, situada a l'Illa de Amelia situada a la costa nord-oriental de la Florida, a 35 milles al nord de Vacapilatca (avui Jacksonville) a la frontera amb Geòrgia. Dies després, insurgents floridencs al nord de Vacapilatca van fer una crida a la població per proclamar la independència d'Espanya i declarar la «República de la Florida» i per establir la capital a la localitat fortificada de Fernandina.
Sota les ordres del corsari francès Luis Aury, es va organitzar una flota que va participar activament en els esdeveniments que van originar la creació de la nació de la Florida, que va. militaritzar la costa davant d'un inevitable invasió espanyola des del'Havana.
Aprofitant aquests esdeveniments el president nord-americà, James Monroe i el Secretari d'Estat, John Quincy Adams, van ordenar una invasió terrestre i marítima per a apropiar-se de la Florida amb el pretext d'aixafar la insurgència. El setembre de 1817, un gran desplegament militar nord-americà recolzat amb tropes espanyoles procedents de l'Havana, va desembarcar a Amelia i d'allà es van dirigir a Fernandina per sotmetre els rebels a sang i foc, capturant les autoritats que defensaven la insurgència a la Florida.
Andrew Jackson, el 1818, va intervenir a la Florida Oriental en el que la història nord-americana s'anomena Primera Guerra Seminola i aquest fet li va valer el suport popular al seu país i el del Govern;
La presència espanyola a les Florides (Florida Occidental i Florida Oriental) tocava al final després de l'inici de negociació, Tractat Adams-Onís, el 1819, pel qual Espanya es va veure forçada a vendre les Florides al govern nord-americà (sota el president Monroe i secretari d'Estat John Quincy Adams), a canvi de preservar les fronteres a l'Oest d'Amèrica del Nord i cinc milions de dòlars.
L'annexió nord-americana del territori fou el 1821 quan el govern liberal que havia enderrocat Ferran VII va ratificar el tractat, any que va marcar el començament les guerres contra les tribus seminola que habitaven la península per establir colons nord-americans i conformar el que és avui l'Estat més meridional dels Estats Units d'Amèrica.
La gran majoria de la població espanyola a la Florida va emigrar a Cuba i l'empremta espanyola va acabar diluint, i avui escassa (esglésies, edificis governamentals, fortaleses…) i els seus descendents comptats.